# Arduino Berlam
Pour les articles homonymes, voir Berlam.
Arduino Berlam (né le 20 juillet 1880 à Trieste, alors en Autriche-Hongrie, et mort le 28 juillet 1946 à Tricesimo, dans l’actuelle province d'Udine, dans la région Frioul-Vénétie Julienne), est un architecte italien du XXe siècle. 

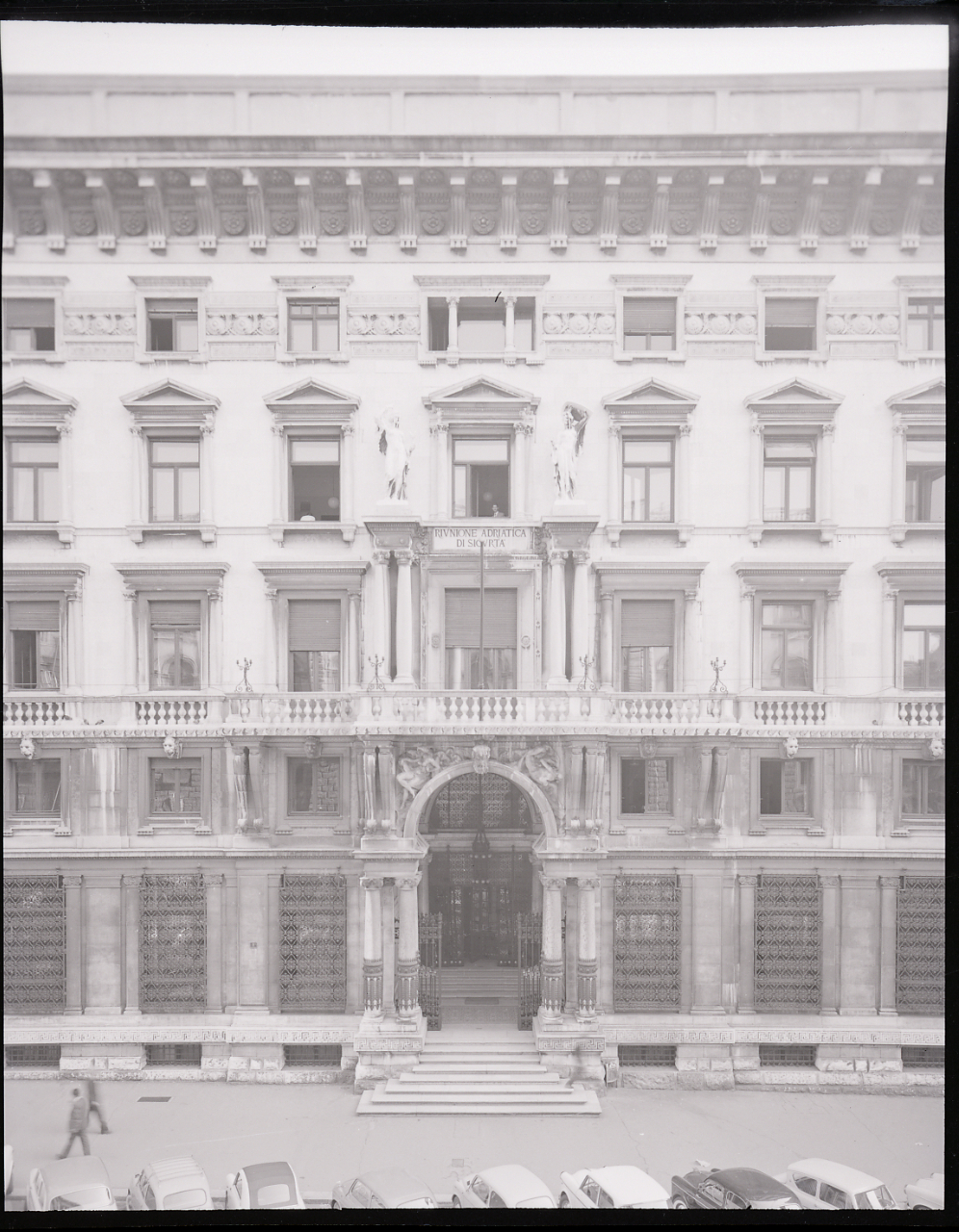
Palais RAS, Trieste, détail de la façade. Photo par Paolo Monti, 1964

## Biographie
Fils de l'architecte Ruggero Berlam et petit-fils de Giovanni Andrea Berlam, Arduino est diplômé de l'école polytechnique de Milan en 1904 et fréquente ensuite l'Académie de Brera. Comme son père Ruggero, il a été influencé par les enseignements de Camillo Boito mais s'en est éloigné en raison d'une utilisation différente de la décoration dans ses bâtiments.
Dans les premières années de son activité de concepteur, il rejoint son père dans son travail ; ensemble, ils sont chargés de la construction du temple israélite de Trieste (1906-12), ce qui les implique dans la difficile recherche d'une expressivité nouvelle et reconnaissable pour la synagogue. La proposition élaborée par Berlam contient des références à l'architecture sacrée syrienne et arménienne dans la composition volumétrique et les décorations, avec une signification symbolique.
Dans le Palazzo della RAS (1911-14), la présence de Ruggero conduit à une reprise du style du XVIe siècle, dans le sillage du palais Vianello mais avec une plus grande monumentalité, un style qu'Arduino poursuivra également seul pour le siège de la Banque d'Italie (1921-31).
Ce n'est qu'après la guerre qu'Arduino s'est fait connaître en tant que créateur indépendant, tout d'abord grâce à la construction du Phare de la Victoire (1919-27), une œuvre dont il était un promoteur et un partisan convaincu et dans laquelle il célébrait ses propres aspirations irrédentistes et celles de son père ; ce dernier avait notamment prévu un legs pour la construction d'un monument dédié à la libération de l'Italie.
Il s'intéresse également à l'ameublement naval : en 1923 et 1925, il publie deux articles intéressants dans lesquels il critique la transposition servile du style et de la conception des palais continentaux dans ce domaine, appelant à une plus grande intégration de la conception entre les ingénieurs navals et les architectes. Il est alors remarqué par la compagnie "Cosulich Line", qui lui confie la conception et la direction exécutive des deuxième et troisième classes des navires à moteur "Saturnia" et "Vulcania" (1925-28).
Dans les mêmes années, il participe à la construction de l'édifice Aedes (1925-28), l'une des interventions les plus visibles sur les rives de Trieste et la première dans laquelle il manifeste une rupture décisive avec les styles historiques.

## Réalisations
Avec son père, il a conçu une des plus grandes synagogues d’Europe : la synagogue de Trieste. À Trieste, il a aussi réalisé le Palais Aedes.

## Archives
Les archives Berlam sont constituées d'environ 300 unités comprenant des projets de bâtiments publics (édifices et monuments) et privés (palais, villas et petites villas, églises et tombes) à Trieste, dans le Frioul et en Istrie, Les dessins à l'aquarelle et les dessins d'école ornementaux couvrent une grande partie de la production des trois architectes dont l'œuvre caractérise une époque de croissance stylistique élégante. Ils ont signé les projets à la fois individuellement, comme dans le cas de Giovanni Andrea (16 projets dont la maison Morpurgo et d'autres demeures seigneuriales à Trieste et 12 dessins avec divers sujets, un exemple de maîtrise habile d'un art qui n'était pas seulement orienté vers le design), ou comme une double signature, comme dans les impressionnantes collaborations (environ 16 projets) entre Ruggero et son fils Arduino.
Il s'agit notamment du temple israélite et de la Scala dei Giganti à Trieste, de l'immeuble-villa Moretti à Udine, résidence et usine de la célèbre bière. Parmi les projets très prestigieux portant la seule signature de Ruggero Berlam (environ 130 au total), on peut citer le bâtiment du tribunal de district de Poreč. Un cahier de dessins de figures humaines, expression de la polyvalence artistique de l'architecte, se distingue également dans la liste globale de ses œuvres.
Les œuvres de son fils Arduino (146 unités) comprennent le siège du Consortium antituberculeux d'Udine.
Les archives comprennent également deux boîtes de matériel relatif à la construction du phare de la Victoire (1919 - 1927) par Arduino Berlam, contenant quelques registres et revues de presse.
Enfin, il y a une boîte contenant du matériel papier de nature personnelle concernant la famille Berlam, de 1824 à environ 1913 .

## Source
- (it) Cet article est partiellement ou en totalité issu de l’article de Wikipédia en italien intitulé « Arduino Berlam » (voir la liste des auteurs).